# 壊れかけのRadio
「壊れかけのRadio」（こわれかけのレディオ）は、1990年7月7日に発売された德永英明の10枚目のシングル。

## 解説
「夢を信じて」以来半年ぶりのシングル。TBS系ドラマ『都会の森』主題歌に使用され、德永も俳優として出演。
德永のシングルのA面では「恋人」（1989年4月発売）以来作詞・作曲の両方を手掛けた楽曲。
徳永の代表曲の1つであり、オリコンチャート上では前作「夢を信じて」に次ぐセールス（36.6万枚）を記録。

## メディアでの披露
2003年、新曲「君は君でいたいのに」との両A面シングルとして再リリース（オリコン16位）。
2005年の「第56回NHK紅白歌合戦」出演者選考に際しNHKが行った「スキウタ〜紅白みんなでアンケート〜」で白組56位にランクイン。
2006年の「第57回NHK紅白歌合戦」、2009年の「第60回NHK紅白歌合戦」で歌唱された。

## 収録曲
全作曲：德永英明
1. 壊れかけのRadio　(5'09")
作詞：德永英明、編曲：瀬尾一三
2. 道標　(6'30")
作詞：篠原仁志、編曲：国吉良一

## 主な収録アルバム
- JUSTICE
- INTRO.II
- Ballade of Ballade
  - タイトル曲・カップリング曲とも収録
- シングルコレクション (1986〜1991)
- SINGLES BEST

## 和島あみによるカバー
2018年に和島あみがカバー。2018年10月24日に3作目のシングルとして、ポニーキャニオンより発売された。

### 解説
前作「永遠ループ」から、約2年2か月ぶりのシングル。
「壊れかけのRadio」は、「アニマックス」開局20周年記念作品オリジナルTVアニメ『あかねさす少女』エンディングテーマに使用された。
初回生産限定盤 (PCCG.01726) には特典DVDとして「壊れかけのRadio」MVが収録されている。通常盤 (PCCG.01727) には表題曲のTV edit版が収録されている。

### 収録曲

#### CD
1. 壊れかけのRadio
作詞・作曲:德永英明／編曲:eba
2. オレンジと逆光
作詞:和島あみ／作曲・編曲:eba
3. 壊れかけのRadio －TV edit－
作詞・作曲:德永英明／編曲:eba
4. 壊れかけのRadio（Instrumental）
5. オレンジと逆光（Instrumental）
6. 壊れかけのRadio －TV edit－（Instrumental）

#### DVD
1. 「壊れかけのRadio」MV

## カバー
- 池上ケイ （シングル「Everlasting Snow/壊れかけのRadio」に収録）
- Water
- 大山百合香
- 河村隆一（アルバム『evergreen anniversary edition』に収録）
- 麗奈（『On/Off seven colors』に収録）
- 松下優也 （シングル「Naturally」に収録）
- 鬼龍院翔（カバーアルバム『オニカバー90's』に収録。）

ほか多数